# 레모 제르마니

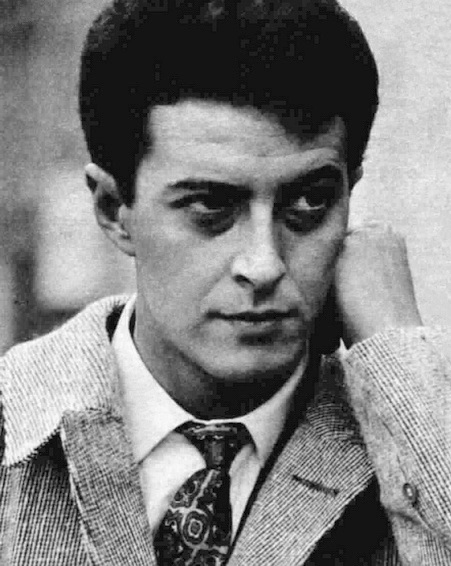

레모 제르마니(Remo Germani, 1938년 5월 31일 ~ 2010년 10월 18일)는 이탈리아의 가수 배우이며 1960년대에 주로 성공했다.
본명은 레모 스페오니(Remo Speroni)라고 하며, 1938년 밀라노에서 태어났다. 22세 때 로큰롤 페스티벌에서 우승하여 데뷔하였다. 레코딩은 상당히 늦은 편으로 25세 때였다. <슬픈 사랑의 이야기>, <사랑의 백야(白夜)> 등을 취입, 신선한 리듬감으로 인기를 모았으며, 핸섬한 용모와 젊음이 넘치는 칸초네로 인기가 상승하여, 1963년에는 연속 4회의 히트를 내는 등 그 활약이 화려하였다. 또한 그 해에 남성가수 랭킹 4위에 올랐으며, 역시 같은 해에 산 레모 페스티벌에의 등용문 페스티벌에서 입상하고, 다음해에는 산 레모에서 <오늘밤은 안돼>를 불러 입상하였다. 이후로 해마다 산 레모에서 활약하였다.

## 디스코그래피

### 음반
- 1963 - Baci (Jolly, LPJ 5026)
- 1965 - Remo Germani (Jolly, LPJ 5044)
- 1990 - Germani 90 (Fonit Cetra, PL 798)
- 1998 - Remo Germani - Baci (Joker, CD 22193)